# Stephan Thome

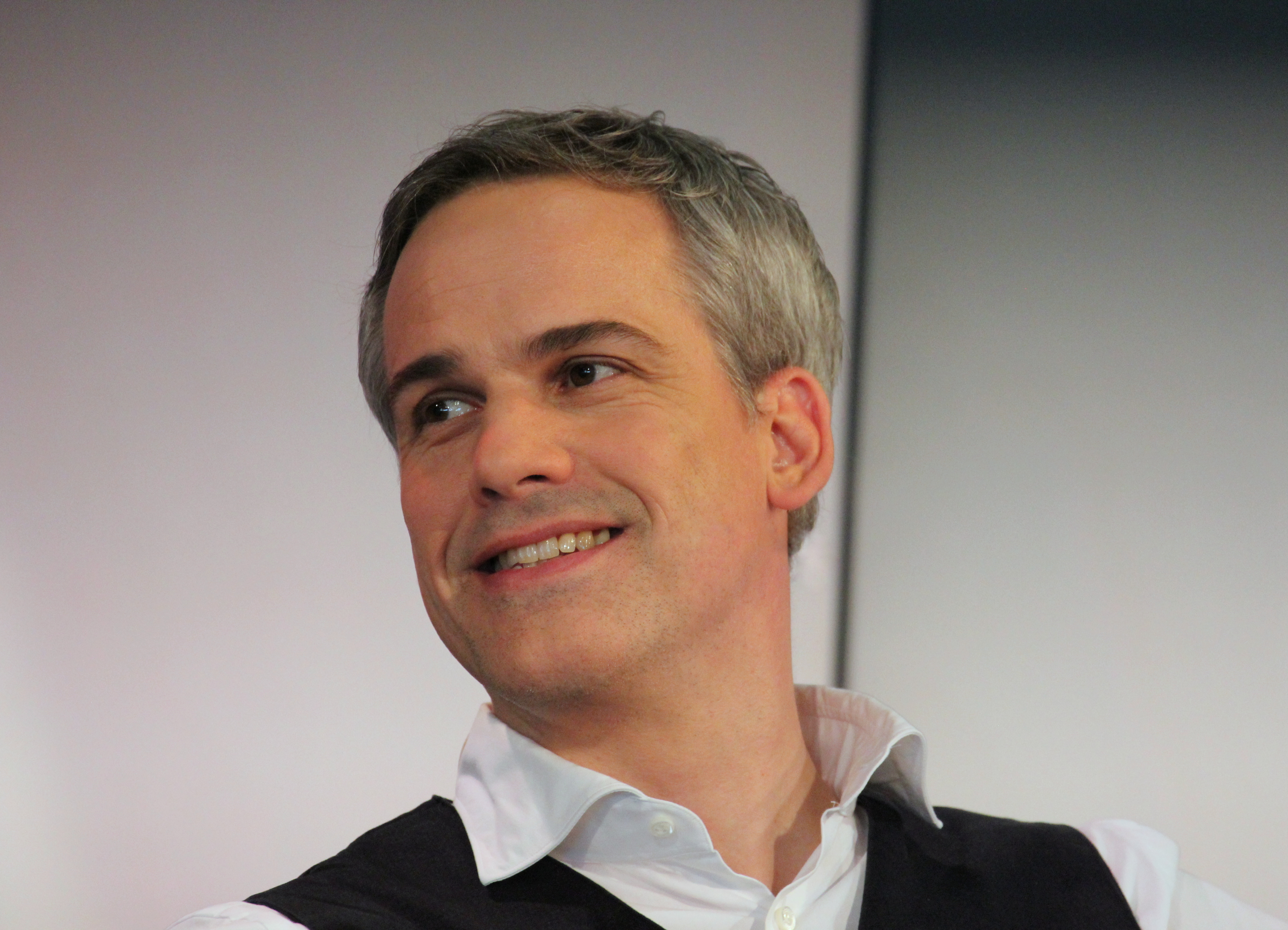
Stephan Thome (2018)

Stephan Thome (* 23. Juli 1972 in Biedenkopf; bürgerlich Stephan Schmidt) ist ein deutscher Philosoph und Schriftsteller. Bekanntheit erlangte er 2009 durch sein erfolgreiches Romandebüt Grenzgang.

## Leben
Stephan Thome legte das Abitur an der Lahntalschule in Biedenkopf ab. Nach dem Zivildienst in einer sozialpsychiatrischen Einrichtung in Marburg studierte Thome Philosophie, Religionswissenschaft und Sinologie an der Freien Universität Berlin. Reisen führten ihn unter anderem nach China, Taiwan und Japan. Im Jahr 2004 schloss er sein Studium an der FU Berlin mit der Dissertation Interkulturelle Hermeneutik und die Herausforderung des Fremden ab, die ein Jahr später unter dem Titel Die Herausforderung des Fremden: Interkulturelle Hermeneutik und konfuzianisches Denken unter seinem Geburtsnamen Stephan Schmidt im deutschen Buchhandel veröffentlicht wurde. Die Wissenschaftliche Buchgesellschaft stattete ihn hierzu mit einem Doktorandenstipendium aus.
Von 2005 bis Mitte 2011 lebte Thome erstmals in Taipeh, wo er als DFG-Stipendiat am Institut für Chinesische Literatur und Philosophie der Academia Sinica tätig war. Er forschte über konfuzianische Philosophie des 20. Jahrhunderts und übersetzte unter anderem Chun-chieh Huangs Werk Konfuzianismus: Kontinuität und Entwicklung ins Deutsche.
2009 gab Thome mit Grenzgang sein vielbeachtetes Debüt als Romanautor. Titelgebend für das Werk ist das gleichnamige Volksfest in Thomes Heimatstadt Biedenkopf, die im Roman als „Bergenstadt“ dargestellt wird. Im Rhythmus des alle sieben Jahre stattfindenden Grenzgangsfestes folgt Thome in zeitlichen Sprüngen seinen beiden Hauptfiguren, einer geschiedenen Hausfrau und Mutter und einem Gymnasiallehrer, deren Lebensentwürfe sich als nicht tragfähig erweisen.
Die deutsche Fachpresse äußerte sich einstimmig lobend über Grenzgang. Literaturkritiker Volker Hage pries den Autor als „Meister der Dialogkunst“ und das Buch als „reifes Debüt“, wie es in der deutschen Literatur seit langem nicht vorgekommen sei. Tilman Krause bezeichnete Thome als „großen Meister seelischer Zwischentöne“. Sandra Kegel zeigte sich beeindruckt von der realistischen Schilderung des Romans mit pessimistischem Grundton: „[…] es ist erstaunlich, wie präzise er [Thome] nicht nur die oberhessische Landschaft und die Eigenart ihrer Menschen einfängt, sondern hin und wieder auch das spezielle Idiom der Nordhessen einfließen lässt“, so Kegel. Die Filmrechte am Roman erwarb der WDR, in dessen Auftrag die TV-Produktionsfirma Teamworx im Herbst 2012 den Roman mit Claudia Michelsen und Lars Eidinger in den Hauptrollen verfilmte; überwiegend am Schauplatz in Biedenkopf gedreht. Brigitte Maria Berteles Film wurde am 27. November 2013 zur Hauptsendezeit erstgesendet und 2014 mit dem Grimme-Preis ausgezeichnet.
Sein zweites belletristisches Werk, ein Gesellschaftsroman mit dem Titel Fliehkräfte, erschien im September 2012. Im September 2012 war Fliehkräfte auf der Shortlist des Deutschen Buchpreises. Im Januar 2015 erschien sein Roman Gegenspiel. Darin geht es erneut um die Geschichte eines auseinanderdriftenden Paars, ein deutsches Mittelschichtsdrama, in dem Zwischentöne wieder handlungsentscheidend sind. Können die vorigen Romane als aus männlicher Sichtweise geschrieben betrachtet werden, so steht diesmal die Sichtweise der Frau im Fokus. Der im September 2018 erschienene vierte Roman Gott der Barbaren war wiederum auf der Shortlist des Deutschen Buchpreises verzeichnet. Das Buch spielt vor dem Hintergrund des Taiping-Aufstands ab Mitte des 19. Jahrhunderts in China. Das fünfte Romanwerk Pflaumenregen erschien 2021 und behandelt eine Familiengeschichte des 20. Jahrhunderts auf der Insel Taiwan.
Zur Vorbereitung und Arbeit an seinen Werken unterhält Thome wechselnde Wohnsitze; so z. B. außer Deutschland zuletzt auch Lissabon und zum wiederholten Mal Taipeh.
Im Frühjahr 2022 heiratete er; seine Ehefrau ist Taiwanerin. Nachdem Thome aufgrund von Einreisebeschränkungen durch die Corona-Pandemie 2021 nicht nach Taiwan einreisen konnte, plante er ab Dezember 2022 wieder dauerhaft in Taiwan zu leben. Inzwischen lebt Thome wieder in Taiwan.
Unter seinem bürgerlichen Namen Stephan Schmidt veröffentlichte Thome 2024 seinen ersten Kriminalroman, den Politthriller Die Spiele um einen ermordeten IOC-Funktionär in China und Vertragsarbeiter aus Mosambik in der DDR.
Thome ist einer von 370 Mitgründern des PEN Berlin.

## Werke
- 2005:  Die Herausforderung des Fremden: Interkulturelle Hermeneutik und konfuzianisches Denken. Wissenschaftliche Buchgesellschaft, Darmstadt (1. Aufl.), ISBN 3-534-18927-2.
- 2009: Grenzgang, ISBN 978-3-518-42116-1; Hörbuch, gelesen von Matthias Brandt und Nina Hoger: Griot Hörbuch Verlag, Stuttgart 2010, ISBN 978-3-941234-18-5.
- 2012: Fliehkräfte, Suhrkamp Verlag, Berlin, ISBN 978-3-518-42325-7; Hörbuch, gelesen von Burghart Klaußner: Der Audio Verlag, Berlin, ISBN 978-3-86231-247-4.
- 2015: Gegenspiel, Suhrkamp Verlag, Berlin, ISBN 978-3-518-42465-0.
- 2018: Gott der Barbaren, Suhrkamp Verlag, Berlin, ISBN 978-3-518-42825-2; Hörbuch, gelesen von Johannes Steck: Griot Hörbuch Verlag, Stuttgart, ISBN 978-3-95998-022-7.
- 2021: Pflaumenregen, Suhrkamp Verlag, Berlin, ISBN 978-3-518-43011-8.
- 2021: Gebrauchsanweisung für Taiwan, Piper Verlag, München, ISBN 978-3-492-27745-7.
- 2024: Schmales Gewässer, gefährliche Strömung: Über den Konflikt in der Taiwanstraße, Suhrkamp Verlag, Berlin, ISBN 978-3-518-43204-4.

als Stephan Schmidt:
- 2024: Die Spiele, DuMont, Köln, ISBN 978-3-8321-6807-0; Hörbuch, gelesen von Torben Kessler: Der Audio Verlag, Berlin, ISBN 978-3-7424-3149-3.

## Auszeichnungen
- 2009: Finalist beim Deutschen Buchpreis (Shortlist) mit Grenzgang
- 2009: aspekte-Literaturpreis für Grenzgang.
- 2012: Finalist beim Deutschen Buchpreis (Shortlist) mit Fliehkräfte
- 2014: Kunstpreis Berlin in der Sparte Literatur
- 2014: George-Konell-Preis
- 2018: Finalist beim Deutschen Buchpreis (Shortlist) mit Gott der Barbaren